# Harald Schütz
Harald Schütz (* 10. März 1942 in Ingelheim am Rhein) ist ein deutscher forensischer Toxikologe und entpflichteter Honorarprofessor der Universität Gießen.

## Leben
Harald Schütz studierte Chemie an den Universitäten Mainz und Gießen. Anschließend absolvierte er im Fachbereich Pharmazie und Lebensmittelchemie ein Promotionsstudium an der Universität Marburg in den Fachbereichen Pharmazie und Lebensmittelchemie und promovierte 1977 bei Siegfried Ebel. 1982 habilitierte er sich im Fachbereich Humanmedizin an der Universität Gießen bei Günter Schewe. Seit 1972 ist er am Institut für Rechtsmedizin der Universität Gießen als forensischer Toxikologe tätig. Ein längerer Forschungsaufenthalt folgte 1978 am Public Health Research Institute in Bangkok. 1981 erhielt er ein DAAD-Stipendium bei Gottfried Machata in Wien und 1985 den Ludwig-Schunk-Preis. 1985 erwarb er den Fachtitel Forensischer Toxikologe GTFCh. Die Ernennung zum Professor erfolgte 1987. Er war langjähriger Vorsitzender der Arbeitsgruppe Analytik in der Senatskommission der Deutschen Forschungsgemeinschaft für klinisch-toxikologische Analytik. 2017 wurde ihm die Ehrenmitgliedschaft der Deutschen Gesellschaft für Rechtsmedizin (DGRM) verliehen. Er ist verheiratet.

## Arbeitsschwerpunkte
Harald Schütz arbeitete hauptsächlich auf dem Gebiet der chromatographischen und immunchemischen Screeningverfahren der Benzodiazepine, des Ethanols und anderer psychotrop wirkender Stoffe. Bis Anfang 2019 erschienen von ihm über 340 wissenschaftliche Publikationen, darunter die Monographien „Benzodiazepines - A Handbook“ (Springer, Vol. I (1982) / Vol. II (1989)), „Alkohol im Blut“ (VCH 1983), „Screening von Drogen und Arzneimitteln mit Immunoassays“ (3. Aufl. 1999), „Rechtsmedizin“ (Springer 2011, 2. Aufl. 2014) und „Forensic Medicine“ (Springer 2014), letztere zusammen mit R. Dettmeyer und M. Verhoff.

## Mitgliedschaften
- Gesellschaft für Toxikologische und Forensische Chemie (GTFCh)
- Gesellschaft Deutscher Chemiker (GDCh)
- The International Association of Forensic Toxicologists (TIAFT)
- Deutsche Gesellschaft für Rechtsmedizin (DGRM)
- Editorial Board of the Journal of Forensic Toxicology

## Publikationen (Auswahl)
- Benzodiazepines. Teil 1. Springer, Berlin 1982, ISBN 3-540-11270-7.
- Alkohol im Blut. Nachweis und Bestimmung, Umwandlung, Berechnung. Verlag Chemie, Weinheim 1983, ISBN 3-527-26094-3.
- mit Günter Machbert: Photometrische Bestimmung von Carboxy-Hämoglobin (CO-Hb) im Blut. Verlag Chemie, Weinheim 1988, ISBN 3-527-27368-9
- Benzodiazepines. Teil 2. Springer, Berlin 1989, ISBN 3-540-50249-1.
- mit Gottfried Machata: Empfehlungen zur Dünnschichtchromatographie. Verlag Chemie, Weinheim 1991, ISBN 3-527-27388-3.
- hrsg. mit Hans-Jürgen Kaatsch, Holger Thomsen: Medizinrecht – Psychopathologie – Rechtsmedizin. Diesseits und jenseits der Grenzen von Recht und Medizin. Festschrift für Günter Schewe. Springer, Berlin 1991, ISBN 3-540-53457-1.
- Screening von Drogen und Arzneimitteln mit Immunoassays. Abbott, Wiesbaden 1992; 3. Auflage 1999, ISBN 3-926035-65-X.
- mit Hans Jörg Gibitz: Bestimmung von Ethanol im Serum. Durchführung und Interpretation im klinisch-chemischen Laboratorium. Verlag Chemie, Weinheim 1993, ISBN 3-527-27555-X.
- mit Reinhard B. Dettmeyer und Marcel A. Verhoff: Rechtsmedizin. Springer, Berlin 2014, ISBN 978-3-642-16650-1.
- mit Reinhard B. Dettmeyer und Marcel A. Verhoff: Forensic Medicine. Fundamentals and Perspectives. Springer, Berlin 2014, ISBN 978-3-642-38817-0.